# Regina Mingotti
Regina Mingotti (Nàpols la Campània, 6 de febrer de 1722-Neuburg, Baviera, 1 d'octubre de 1807) fou una cantant dramàtica italiana.
Aprengué els primers passos musicals en un convent de Gratz, i molt jove encara es casà amb Mingotti, director de l'Òpera de Dresden, el qual confià la seva educació al cèlebre compositor Porpora. Quan es presentà per primera vegada al públic, aconseguí un èxit tant gran que la famosa cantant Faustina Bordoni, comprenent que no podia competir amb ella, s'allunyà de la capital. Després recorregué de forma triomfal els principals teatres d'Itàlia, i el 1751 fou contractada per a Madrid, on fou aplaudida amb entusiasme dos anys seguits. Des de la capital d'Espanya passà a París i a Londres, recorregué novament Itàlia, sempre amb el mateix èxit i, per acabar, el 1787, es retirà a Neuburg.